# Розарий философов
Розарий философов (лат. Rosarium philosophorum sive pretiosissimum donum Dei) — анонимный латинский алхимический трактат, впервые изданный во Франкфурте в 1550 году в составе компендиума «De alchimia opuscula complura veterum philosophorum» Кириакуса Якобуса (Cyriacus Jacobus). Более ранние варианты текста не известны, и последующая богатая рукописная традиция основана на издании 1550 года. Первое издание включало 20 ксилографий, четыре из которых были заимствованы из «Книги святой Троицы» начала XV века. Предметом трактата является изготовление философского камня.
Издание «Розария» стало одним из первых алхимических проектов для книгопечатников Германии. Обстоятельства создания сборника «De alchimia opuscula» не известны, был ли его инициатором сам Кириакус (ум. 1551) или какой-то алхимик — не ясно. Посвящение сборника адресовано пфальцграфу Отто Генриху. Также в посвящении упоминается Парацельс и его успехи в лечении подагры, проказы и эпилепсии, что помещает трактат в контекст борьбы аристотелевско-галеновской медицины с парацельсианцами. Имя автора «Розария» не известно. Отождествления его с Арнольдом из Виллановы или другими алхимиками основывается на произвольном отождествлении с другими произведениями со сходным названием.
Из «Книги святой Троицы» в «Розарий» были заимствованы рисунки двух алхимических гермафродитов, воскресение Иисуса Христа и коронация Богородицы. В 1572 году иллюстрации были воспроизведены в другом известном алхимическом сборнике «Artis Auriferae». В дальнейшем вариации оригинальных рисунков воспроизводились различными художниками в разных стилях. С точки зрения содержания «Розарий» не опирается на «Книгу святой Троицы», из него исключён политический контекст противостояния императора и папы, как и большая часть изобразительного материала. Вместо них добавлены обширные ссылки на 24 главу Книги Екклесиаста и Песнь песней Соломона. Тематически к «Розарию» наиболее близки сочинения из позднесредневекового корпуса Псевдо-Гебера (De Alchemia 1529 года и другие).
Наилучшим к настоящему времени считается двухтомное издание, подготовленное Йоахимом Телле, Л. Кларен (Lutz Claren) и Й. Хубером (Joachim Huber). Первый том включает факсимиле первого издания, а второй — немецкий перевод, исследования и справочный материал.

## Издания
- Rosarium philosophorum: ein alchemisches Florilegium des Spätmittelalter (нем.) / J. Telle, L. Claren, J. Huber (eds). — Weinheim: VCH, 1992. — Bd. I, II.
- Розарий философов. Об истинном способе приготовления философского камня :  [рус.]. — Касталия, 2022. — 342 с. — ISBN 978-5-521-23691-6.